# Hndrxx
Hndrxx è il sesto album in studio del rapper statunitense Future, pubblicato nel febbraio 2017.

## Tracce
1. My Collection – 4:15
2. Coming Out Strong (featuring The Weeknd) – 4:14
3. Lookin Exotic – 3:46
4. Damage – 3:57
5. Use Me – 4:16
6. Incredible – 4:08
7. Testify – 2:58
8. Fresh Air – 4:30
9. Neva Missa Lost – 3:58
10. Keep Quiet – 3:22
11. Hallucinating – 3:41
12. I Thank U – 2:21
13. New Illuminati – 3:01
14. Turn on Me – 4:24
15. Selfish (featuring Rihanna) – 4:11
16. Solo – 4:25
17. Sorry – 7:31

Tracce bonus nell'edizione streaming
1. Pie (featuring Chris Brown) – 3:40
2. You da Baddest (featuring Nicki Minaj) – 4:05